# Illa Pyramid (Alaska)
Pyramid (en anglès Pyramid Island) és una petita illa del grup de les illes Rat, un subgrup de les illes Aleutianes, a l'estat d'Alaska, als Estats Units. És una caldera d'un antic volcà que va ser destruït majoritàriament al Terciari com a conseqüència d'una erupció explosiva. Es troba entre les illes Davidof i Khvostof. El seu punt més alt es troba a 164 msnm. Va rebre el seu nom el 1935 de la tripulació de l'USS Oglala per la seva forma.